# Taravilla
Taravilla és un municipi de la província de Guadalajara, a la comunitat autònoma de Castella-La Manxa.

## Demografia
| 1900 | 1991 | 1996 | 2001 | 2006 |
| ---- | ---- | ---- | ---- | ---- |
| 372  | 79   | 77   | 71   | 63   |